# Cabezas del Pozo
Cabezas del Pozo település Spanyolországban, Ávila tartományban.  Lakosainak száma 82 fő (2024).

## Népesség
A település népessége az utóbbi években az alábbiak szerint változott:
| Lakosok száma | 157  | 129  | 116  | 106  | 94   | 84   | 84   | 75   | 68   | 82   |
|               | 2001 | 2004 | 2006 | 2009 | 2011 | 2014 | 2016 | 2019 | 2021 | 2024 |